# Roskilde Amt (1662-1793)
 For alternative betydninger, se Roskilde Amt (flertydig). (Se også artikler, som begynder med Roskilde Amt)
Roskilde Amt var et tidligere dansk amt 1662-1793. Det blev afløst af Roskilde Amt.

## Amtmænd
- 1662 – 1682: Johan Kristoffer Körbitz
- 1682 – 1717: Otto Krabbe
- 1717 – 1721: Frederik Christian von Adeler
- 1721 – 1729: Rudolph Gersdorff
- 1729 – 1730: Christian Frederik von Holstein
- 1730 – 1734: Johan Ludvig greve von Holstein
- 1734 – 1737: Frederik Oertz
- 1737 – 1750: Adolph Andreas von der Lühe
- 1750 – 1764: Holger Skeel
- 1764 – 1776: Eggert Christoffer greve Knuth
- 1776 – 1787: Henrik Adam Brockenhuus
- 1787 – 1793: Werner Jasper Andreas Moltke (sidder frem til 1796)